# Coworking
Coworking is een stijl van werken die een gedeelde werkomgeving, vaak een kantoor en onafhankelijke activiteit omvat. In tegenstelling tot een typische kantooromgeving, zijn coworkers meestal geen werknemers van hetzelfde bedrijf of organisatie, maar vormen ze een verzameling van zelfstandigen, freelancers, thuiswerkers, of mensen die veel moeten reizen en toch willen werken vanuit een werkplek met collega's. Coworking wordt zodoende ingezet om problemen van isolement en afleiding bij het thuiswerken tegen te gaan.
Een van de kenmerken van een coworking-locatie is het aantrekkelijk maken van een werkomgeving door middel van randanimatie en/of bijeenkomsten. Coworking is dus meer dan alleen een fysieke ruimte, het is een groep. Deze faciliteert sociale en informele bijeenkomsten van een groep geïnteresseerde mensen.

## Geschiedenis
De term "Coworking" werd bedacht door Bernie DeKoven in 1999 en in 2005 gebruikt door Brad Neuberg bij het opstarten van een coworking-locatie genaamd de "Hat Factory" in San Francisco. Dit was een loft (woon-/werkplek) voor drie werknemers en stond tevens open voor anderen gedurende de dag. Brad was ook een van de oprichters van Citizen Space, de eerste echte coworking-locatie in San Francisco. Na Amerika ontstonden er coworking-locaties over de hele wereld. San Francisco is nog steeds een belangrijk centrum van de coworking-community.